# Klimow (stacja kolejowa)
Klimow (ros. Климов) – stacja kolejowa w miejscowości Klimowo, w rejonie klimowskim, w obwodzie briańskim, w Rosji. Stacja krańcowa linii Nowozybkow - Klimowo.

## Historia
Stacja powstała w 1899 na linii Nowozybkow - Nowogród Siewierski. Gdy w 1938 nazwę osiedla zmieniono na Klimowo, stacja zachowała nazwę Klimow. Jeszcze na przełomie XX i XXI w. linia biegła dalej do leżącego na Ukrainie Nowogrodu Siewierskiego, w późniejszych latach linię na południe od Klimowa zlikwidowano, czyniąc Klimow stacją krańcową.